# Delopyrum articulatum
Delopyrum articulatum là một loài thực vật có hoa trong họ Rau răm. Loài này được (L.) Small ex Rydb. mô tả khoa học đầu tiên năm 1932.